# Maokegebirge
Das Maokegebirge, das auch als Pegunungan Maoke oder Central Range bezeichnet wird, ist ein Gebirgszug, der sich über die Westhälfte von Neuguinea erstreckt. Er befindet sich in den Provinzen Papua Tengah und Papua Pegunungan in Indonesien. Den westlichen und höchsten Teil des Maokegebirges bildet das Sudirman-Gebirge mit der Carstensz-Pyramide (4884 m). Den östlichen Teil bildet das Jayawijaya-Gebirge mit dem Puncak Mandala (4760 m).
Noch weiter östlich, im Nachbarland Papua-Neuguinea, geht der Gebirgszug in das Bismarckgebirge über.